# Petrîkî, Horodîșce
Petrîkî (în ucraineană Петрики) este localitatea de reședință a comunei Petrîkî din raionul Horodîșce, regiunea Cerkasî, Ucraina.

## Demografie
Componența lingvistică a localității Petrîkî
     Ucraineană (97,39%)
     Rusă (2,03%)
     Alte limbi (0,58%)
Conform recensământului din 2001, majoritatea populației localității Petrîkî era vorbitoare de ucraineană (97,39%), existând în minoritate și vorbitori de rusă (2,03%).